# Argillite di Riva di Solto
L'Argillite di Riva di Solto è una formazione stratigrafica affiorante nel Bacino Lombardo (Alpi meridionali), di età triassica superiore (Norico superiore), costituita da alternanze argilloso-calcaree e rappresentante il riempimento di bacini determinati all'interno di una vasta piattaforma carbonatica da tettonica sinsedimentaria. I suoi affioramenti sono presenti tra il Comasco a ovest e l'area gardesana a est.

## Descrizione

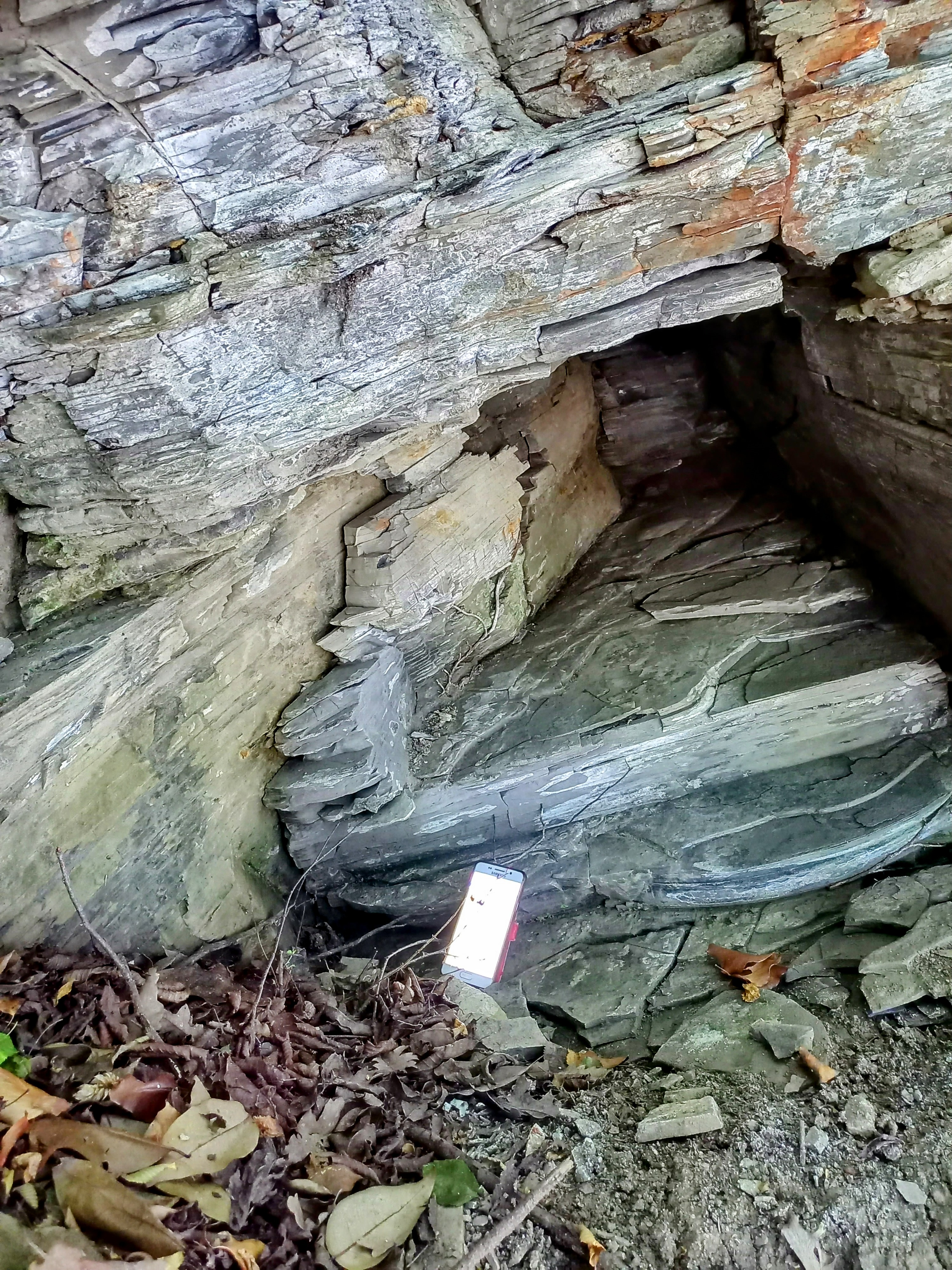
La litofacies più caratteristica dell'Argillite di Riva di Solto, argilliti fissili grigio-nerastre, vista sia su superficie alterata che su rottura fresca. Riva di Solto (BG). Lo smartphone in fotografia è lungo 13,5 cm.

L’Argillite di Riva di Solto è composta tipicamente da due litozone: 
- Litozona inferiore. Costituita da argilliti e marne argillose nerastre fissili,[N 2] sottilmente stratificate, sovente rinsaldate a definire corpi stratiformi di spessore da alcuni decimetri fino ad alcuni metri, con livelli di calcari marnosi grigio-nerastri con laminazioni parallele, fetidi[N 3] Sono presenti localmente livelli caotici (slump e brecce), che testimoniano attività tettonica sinsedimentaria.[N 4] Questa litozona è presente solo dove la formazione è più spessa, in corrispondenza dei depocentri dei bacini in cui si è deposta.
- Litozona superiore. Caratterizzata da una sedimentazione marcatamente ciclica, composta da cicli asimmetrici costituiti da una parte basale argillosa, con argilliti nere fissili simili a quelle della litozona inferiore, da una parte intermedia con litotipi più marnosi, meglio stratificati e con intercalazioni di calcari e da una parte superiore più carbonatica costituita da calcari micritici[N 5] prevalenti, con intercalazioni marnoso-argillose nettamente subordinate. Il passaggio alla base argillosa del ciclo successivo è generalmente netto, spesso rimarcato dalla presenza di livelli irregolari di lumachella a molluschi (prevalentemente bivalvi), caotici, interpretati come tempestiti[N 6]

L’Argillite di Riva di Solto è contraddistinta nel suo complesso da un contenuto in carbonio organico (TOC ovvero Total Organic Carbon) piuttosto elevato (tra 0.5% e 1%) ed è da considerarsi una roccia madre di idrocarburi. Questa caratteristica deriva da condizioni anossiche al fondale.

## Contenuto paleontologico
La litozona inferiore è sterile o scarsamente fossilifera con scaglie di pesci e frustoli carboniosi; verso l’alto aumenta il contenuto paleontologico, costituito per lo più da bivalvi, con forme endobionti nei livelli marnoso-argillosi e forme epibionti  entro i livelli più carbonatici, resti sparsi di pesci e coproliti. 
Sono presenti in alcune località, come in Val Brunone, presso Ponte Giurino (Valle Imagna) ricche e ben conservate faune a pesci, crostacei (tra cui tilacocefali), rettili e anche organismi terrestri, ad esempio insetti, come la celebre “libellula” Italophlebia gervasuttii.

## Ambiente sedimentario e significato paleoambientale
L'ambiente deposizionale nella parte basale della formazione è di bacino anossico intrapiattaforma più o meno subsidente con scarsa circolazione d'acqua e condizioni anossiche al fondale, simile a quello del sottostante Calcare di Zorzino, con morfologia in parte ereditata da quest'ultimo. Questa parte della formazione  si è sedimentata in un ambiente molto tranquillo, al di sotto della zona di influenza delle onde di tempesta; le condizioni di ossigenazione migliorano progressivamente verso l'alto con il progressivo colmamento dei bacini e iniziano a risentirsi gli effetti delle onde di tempesta.
La litozona superiore rappresenta un contesto di rampa a sedimentazione carbonatica/mista distale. La marcata ciclicità deposizionale riflette probabilmente variazioni cicliche relative del livello marino, dovute a una complessa interazione tra subsidenza di origine tettonica e variazioni eustatiche, queste ultime di probabile origine climatica, forse relazionata a cicli orbitali.
La sedimentazione dell'Argillite di Riva di Solto si colloca nel quadro della crisi generalizzata delle piattaforme carbonatiche della Dolomia Principale nel tardo Triassico entro il Bacino Lombardo, causata da un rapido approfondimento dovuto agli stadi iniziali di una fase di rift che culmina nel Giurassico inferiore-medio con l'apertura di un ramo della Tetide occidentale (il cosiddetto oceano ligure-piemontese) e che porta all'individuazione di aree di solco intrapiattaforma delimitate da faglie normali sinsedimentarie. Questo sprofondamento è accompagnato da scarsa ossigenazione al fondo e da abbondante sedimentazione di fango terrigeno; le comunità di piattaforma carbonatica confinate negli alti strutturali residui non sono state in grado di contrastare la crisi ambientale, che ha sostanzialmente confinato le facies carbonatiche di acque basse alle aree orientali venete, mentre in Lombardia si instauravano condizioni subtidali profonde con deposizione di fango terrigeno, accompagnate da una drastica diminuzione della produttività carbonatica. Successivamente, il progressivo colmamento dei bacini ha prodotto un maggiore livellamento della fisiografia e l'instaurazione di una rampa a sedimentazione mista in cui l'esportazione di materiale carbonatico fine dalle aree di piattaforma veneto-trentine determinava la deposizione di cicli asimmetrici argilloso-carbonatici, che erano l'espressione di episodi di progradazione verso bacino delle facies di piattaforma separati da rapidi approfondimenti.

## Rapporti stratigrafici e datazione
Lo spessore della formazione è variabile da 50–100 m nel settore lombardo occidentale (Comasco e Lecchese), ove può essere assente per mancata deposizione, a circa 100–300 m nel Bergamasco (Val Brembana e Seriana), fino a un massimo di circa 1100 m sulla sponda bergamasca del Lago d'Iseo, per diminuire di nuovo verso est, nell'area gardesana, fino a 100–200 m. Gli spessori maggiori appaiono corrispondere a bacini strutturalmente già configurati a livello delle formazioni bacinali preesistenti (Calcare di Zorzino).
Il limite inferiore è con unità bacinali, tipicamente il Calcare di Zorzino, oppure con facies di scarpata rappresentate da livelli risedimentati più o meno grossolani (Dolomie Zonate), con i quali localmente si ha pure una limitata eteropia; nelle aree di paleoalto strutturale il contatto è con facies di piattaforma carbonatica della Dolomia Principale. Il passaggio è netto, per comparsa improvvisa di litotipi argillosi.
Il Limite superiore è marcatamente transizionale con il Calcare di Zu, con il quale si ha anche localmente una transizione laterale per eteropia. Il passaggio è in genere difficile da individuare univocamente e viene fissato convenzionalmente dove si ha un deciso aumento in spessore e frequenza dei banchi carbonatici e un aumento della frazione bioclastica nelle microfacies.
Tradizionalmente attribuita in passato al Retico inferiore in base al contenuto macrofaunistico, la formazione è stata recentemente riassegnata al Norico superiore in base al contenuto palinologico.

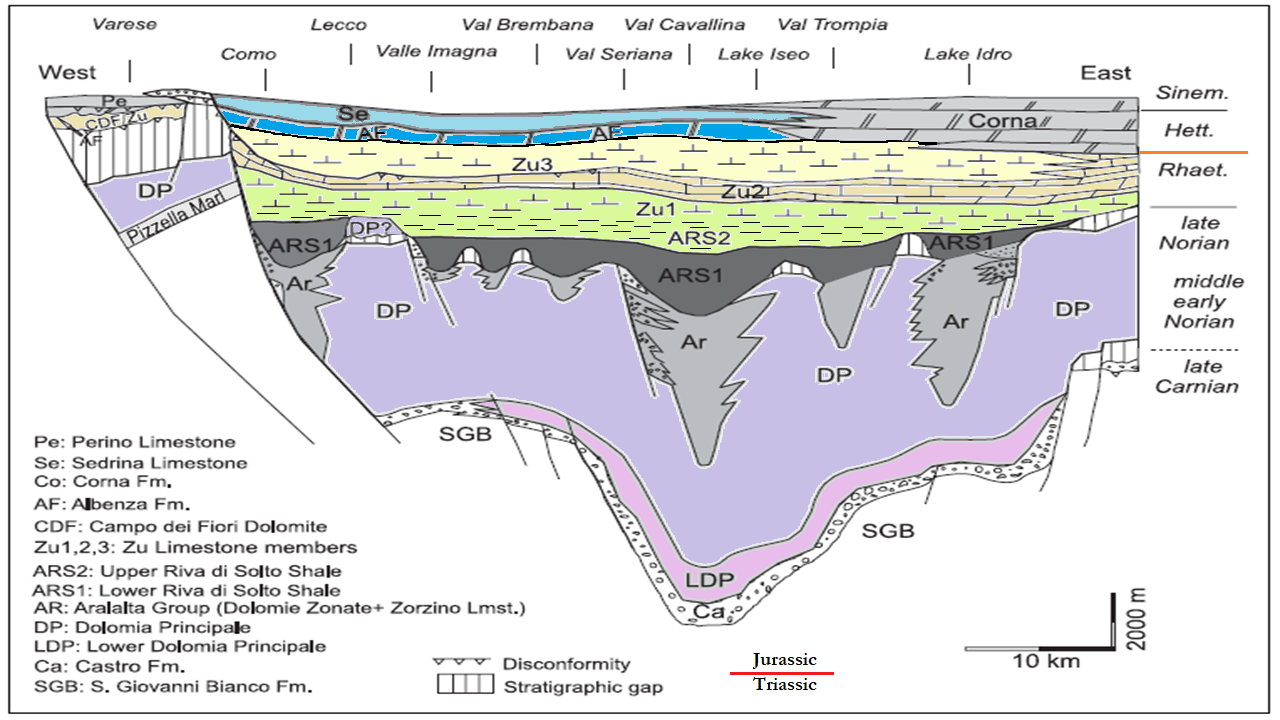
Schema stratigrafico che illustra la serie dal tardo Triassico (Norico-Retico) al Giurassico basale (Hettangiano-Sinemuriano) nelle Alpi meridionali in Lombardia, lungo una sezione est-ovest. È visibile la distribuzione delle facies riferite all'Argillite di Riva di Solto (ARS1-ARS2). La litozona superiore dell'Argillite di Riva di Solto (ARS2) non è distinta dalla parte inferiore del Calcare di Zu (ZU1) in quanto il limite è transizionale e di difficile identificazione.
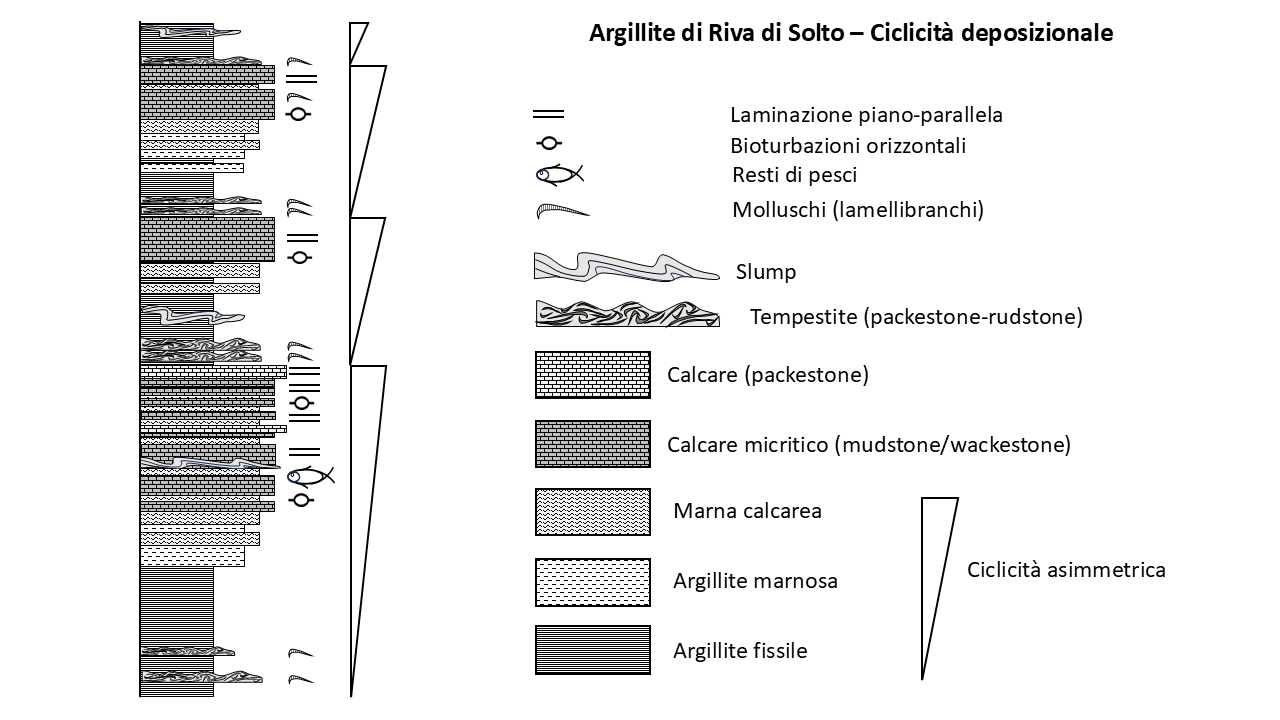
Rappresentazione schematica della ciclicità deposizionale tipica dell'Argillite di Riva di Solto (sviluppata soprattutto nella litozona superiore).[N 9] Questo tipo di ciclicità è originata probabilmente dall'interazione della subsidenza tettonica e di variazioni cicliche del livello marino di origine climatica.

### Esplicative
1. ↑  Unità informale definita dall’associazione litologica
2. ↑  Che tendono a fratturarsi lungo piani paralleli alla stratificazione.
3. ↑  Dal tipico odore di uova marce che si sprigiona alla percussione con un martello, per il contenuto in idrogeno solforato derivante dalla decomposizione anaerobica della materia organica.
4. ↑  Movimenti tettonici contemporanei alla sedimentazione.
5. ↑  Costituiti da fango litificato, a grana finissima.
6. ↑  O storm layer: depositi lasciati da episodi di tempesta sopra sedimenti di acque basse o sulla costa, spesso contenenti fossili di organismi rimaneggiati, “buttati” sulla costa dalle tempeste. Sono caratterizzati tipicamente da una tessitura interna caotica con elementi a diversa granulometria mescolati e con selezione scarsa o assente, talora con base erosiva.
7. ↑  Organismi che vivono infossati nel sedimento.
8. ↑  Organismi che vivono sulla superficie del sedimento.
9. ↑  È rappresentata una sezione ideale basata su dati reali di affioramento (vedere l'esempio reale riportato in Stefani e Golfieri,1989, p. 38, fig. 6).

### Bibliografiche
1. ↑  Gnaccolini (1968), pp. 97-103.
2. ↑  Cassinis et al. (2011), pp. 67-68.
3. ↑  Jadoul et al. (2012), pp. 98-99.
4. 1 2  Jadoul et al. (2012), p.99.
5. 1 2 3  Cassinis et al. (2011), p. 69.
6. ↑  Stefani e Golfieri (1989), p. 31.
7. ↑  Jadoul et al. (2012), p. 41.
8. ↑  Bertotti et al. (1993), p. 62.
9. ↑  Stefani e Golfieri (1989), p. 50-51.
10. ↑  Michetti et al. (2012), p.55.
11. 1 2  Cassinis et al. (2011), p. 68.
12. ↑  Jadoul e Galli (2008), p. 455, fig. 2.
13. ↑  Cassinis et al. (2011), pp. 68-69.
14. ↑  Jadoul e Galli (2008), p. 455, fig. 2, modificata.
15. ↑  Stefani e Golfieri, 1989, p. 51.